# Sitona puncticollis
Sitona puncticollis är en skalbaggsart som beskrevs av Stephens 1831. Sitona puncticollis ingår i släktet Sitona, och familjen vivlar. Arten är reproducerande i Sverige.